# Gran Premio motociclistico di Francia 1964
Il Gran Premio motociclistico di Francia fu il terzo appuntamento del motomondiale 1964.
Si svolse il 17 maggio 1964 sul circuito di Clermont-Ferrand alla presenza di 40.000 spettatori; come nel gran premio precedente, disputato una sola settimana prima, furono quattro le classi in programma: 50, 125, 250 e sidecar.
Le vittorie furono ottenute da Phil Read su Yamaha in 250, da Luigi Taveri su Honda in 125, da Hugh Anderson su Suzuki nelle 50 e dall'equipaggio condotto da Fritz Scheidegger su BMW tra le motocarrozzette. Curiosamente, in tutte le occasioni, i vincitori furono anche quelli che ottennero il giro più veloce in gara.

## Classe 250
Tra i non partenti vi fu Tarquinio Provini sulla Benelli (vincitore della gara precedente) a causa di un guasto nelle prove. Si trattò della prima vittoria per la Yamaha RD56 caratterizzata da un motore a due tempi e da un cambio a sette rapporti.

### Arrivati al traguardo (posizioni a punti)
| Pos | Pilota         | Moto   | Tempo        | Punti |
| --- | -------------- | ------ | ------------ | ----- |
| 1   | Phil Read      | Yamaha | 1h 03' 46" 2 | 8     |
| 2   | Luigi Taveri   | Honda  | +1'41" 2     | 6     |
| 3   | Bert Schneider | Suzuki | +2'57" 1     | 4     |
| 4   | Bruce Beale    | Honda  | +1 giro      | 3     |
| 5   | Ernst Weiss    | Honda  | +2 giri      | 2     |
| 6   | Roger Mailles  | Morini | +2 giri      | 1     |

## Classe 125
Prima della gara vi furono dei cambiamenti nella squadra ufficiale Honda: Tommy Robb venne sostituito da Ralph Bryans che non prese però la partenza; fu questa anche l'ultima gara con la Honda per Kunimitsu Takahashi. Tra i ritirati della gara vi fu Hugh Anderson.

### Arrivati al traguardo (prime 8 posizioni)
| Pos | Pilota               | Moto    | Tempo     | Punti |
| --- | -------------------- | ------- | --------- | ----- |
| 1   | Luigi Taveri         | Honda   | 53' 17" 6 | 8     |
| 2   | Bert Schneider       | Suzuki  | +21" 1    | 6     |
| 3   | Frank Perris         | Suzuki  | +49" 3    | 4     |
| 4   | Kunimitsu Takahashi  | Honda   | +1' 13" 9 | 3     |
| 5   | Jean-Pierre Beltoise | Bultaco | +3' 54" 2 | 2     |
| 6   | Roland Föll          | Honda   | +4' 17" 8 | 1     |
| 7   | Chris Vincent        | Honda   | +1 giro   |       |
| 8   | Jack Ahearn          | Honda   |           |       |

## Classe 50

### Arrivati al traguardo (posizioni a punti)
| Pos | Pilota               | Moto     | Tempo   | Punti |
| --- | -------------------- | -------- | ------- | ----- |
| 1   | Hugh Anderson        | Suzuki   | 36' 31" | 8     |
| 2   | Hans-Georg Anscheidt | Kreidler | +27" 8  | 6     |
| 3   | Jean-Pierre Beltoise | Kreidler |         | 4     |
| 4   | José Maria Busquets  | Derbi    |         | 3     |
| 5   | Isao Morishita       | Honda    |         | 2     |
| 6   | Tarquinio Provini    | Kreidler |         | 1     |

## Classe sidecar

### Arrivati al traguardo (posizioni a punti)
| Pos | Pilota            | Passeggero         | Moto    | Tempo     | Punti |
| --- | ----------------- | ------------------ | ------- | --------- | ----- |
| 1   | Fritz Scheidegger | John Robinson      | BMW     | 57' 42" 4 | 8     |
| 2   | Max Deubel        | Emil Hörner        | BMW     | +3" 5     | 6     |
| 3   | Georg Auerbacher  | Beno Heim          | BMW     |           | 4     |
| 4   | Colin Seeley      | Wally Rawlings     | FCS-BMW |           | 3     |
| 5   | Arsenius Butscher | Wolfgang Kalauch   | BMW     |           | 2     |
| 6   | Joseph Duhem      | François Fernandez | BMW     |           | 1     |

## Fonti e bibliografia
- "Motor" n° 21 del 22 maggio 1964, pag. 498, su motorracehistorie.nl. URL consultato il 19 ottobre 2011 (archiviato dall'url originale il 27 ottobre 2013).